# Medinella nigrifemorata
Medinella nigrifemorata är en tvåvingeart som beskrevs av Malloch 1938. Medinella nigrifemorata ingår i släktet Medinella och familjen parasitflugor. Inga underarter finns listade i Catalogue of Life.